# Estisch voetbalelftal in 2017
Het Estisch voetbalelftal speelde in totaal dertien officiële interlands in het jaar 2017, waaronder zes wedstrijden in de kwalificatiereeks voor de WK-eindronde 2018 in Rusland. De ploeg stond onder leiding van oud-international Martin Reim. Op de in 1993 geïntroduceerde FIFA-wereldranglijst steeg Estland in 2017 van de 117de (januari 2017) naar de 89ste plaats (december 2017).

## Balans
| Wedstrijden | Wedstrijden | Wedstrijden | Wedstrijden | Doelpunten | Doelpunten | Doelpunten | Punten |
| Gespeeld    | Winst       | Gelijk      | Verlies     | Voor       | Tegen      | Saldo      | Punten |
| ----------- | ----------- | ----------- | ----------- | ---------- | ---------- | ---------- | ------ |
| 13          | 7           | 3           | 3           | 20         | 9          | +11        | 1.308  |

## Interlands
|                                                                          |        |       |         |                                                                                   |
| 25 maart Kwalificatie WK 2018 Groep H № 427 «onderlinge duels» 20:45 uur | Cyprus | 0 – 0 | Estland | GSP Stadion, Strovolos Toeschouwers: 3.864 Scheidsrechter: Ville Nevalainen (FIN) |
| 25 maart Kwalificatie WK 2018 Groep H № 427 «onderlinge duels» 20:45 uur |        |       |         | GSP Stadion, Strovolos Toeschouwers: 3.864 Scheidsrechter: Ville Nevalainen (FIN) |

|                                                               |                                                         |       |         |                                                                                     |
| 28 maart Vriendschappelijk № 428 «onderlinge duels» 18:00 uur | Estland                                                 | 3 – 0 | Kroatië | A. Le Coq Arena, Tallinn Toeschouwers: 4.987 Scheidsrechter: Mark Clattenburg (ENG) |
| 28 maart Vriendschappelijk № 428 «onderlinge duels» 18:00 uur | Siim Luts 1' Konstantin Vassiljev 81' Sergei Zenjov 84' |       |         | A. Le Coq Arena, Tallinn Toeschouwers: 4.987 Scheidsrechter: Mark Clattenburg (ENG) |

|                                                                        |         |                                    |        |                                                                                 |
| 9 juni Kwalificatie WK 2018 Groep H № 429 «onderlinge duels» 20:45 uur | Estland | 0 – 2                              | België | A. Le Coq Arena, Tallinn Toeschouwers: 10.176 Scheidsrechter: John Beaton (SCO) |
| 9 juni Kwalificatie WK 2018 Groep H № 429 «onderlinge duels» 20:45 uur |         | 31' Dries Mertens 86' Nacer Chadli |        | A. Le Coq Arena, Tallinn Toeschouwers: 10.176 Scheidsrechter: John Beaton (SCO) |

|                                                              |                     |       |                                 |                                                                               |
| 12 juni Vriendschappelijk № 430 «onderlinge duels» 20:45 uur | Letland             | 1 – 2 | Estland                         | Skontostadion, Riga Toeschouwers: 3.157 Scheidsrechter: Kirill Levnikov (RUS) |
| 12 juni Vriendschappelijk № 430 «onderlinge duels» 20:45 uur | Dāvis Ikaunieks 22' |       | 51' Sergei Zenjov 77' Ats Purje | Skontostadion, Riga Toeschouwers: 3.157 Scheidsrechter: Kirill Levnikov (RUS) |

|                                                                             |             |       |         |                                                                                             |
| 31 augustus Kwalificatie WK 2018 Groep H № 431 «onderlinge duels» 20:45 uur | Griekenland | 0 – 0 | Estland | Georgios Karaiskákisstadion, Piraeus Toeschouwers: 12.379 Scheidsrechter: Liran Liany (ISR) |
| 31 augustus Kwalificatie WK 2018 Groep H № 431 «onderlinge duels» 20:45 uur |             |       |         | Georgios Karaiskákisstadion, Piraeus Toeschouwers: 12.379 Scheidsrechter: Liran Liany (ISR) |

|                                                                             |                    |       |        |                                                                                    |
| 3 september Kwalificatie WK 2018 Groep H № 432 «onderlinge duels» 18:00 uur | Estland            | 1 – 0 | Cyprus | A. Le Coq Arena, Tallinn Toeschouwers: 5.491 Scheidsrechter: Adrien Jaccotet (SUI) |
| 3 september Kwalificatie WK 2018 Groep H № 432 «onderlinge duels» 18:00 uur | Mattias Käit 90+2' |       |        | A. Le Coq Arena, Tallinn Toeschouwers: 5.491 Scheidsrechter: Adrien Jaccotet (SUI) |

|                                                                           |           |                                                                                                  |         |                                                                           |
| 7 oktober Kwalificatie WK 2018 Groep H № 433 «onderlinge duels» 18:00 uur | Gibraltar | 0 – 6                                                                                            | Estland | Estádio Algarve, Loulé Toeschouwers: 712 Scheidsrechter: Fran Jović (CRO) |
| 7 oktober Kwalificatie WK 2018 Groep H № 433 «onderlinge duels» 18:00 uur |           | 10' Siim Luts 30' Mattias Käit 38' Sergei Zenjov 52' Joonas Tamm 65' Joonas Tamm 77' Joonas Tamm |         | Estádio Algarve, Loulé Toeschouwers: 712 Scheidsrechter: Fran Jović (CRO) |

|                                                                            |                  |       |                                     |                                                                                         |
| 10 oktober Kwalificatie WK 2018 Groep H № 434 «onderlinge duels» 20:45 uur | Estland          | 1 – 2 | Bosnië en Her.                      | A. Le Coq Arena, Tallinn Toeschouwers: 4.967 Scheidsrechter: Vladislav Bezborodov (RUS) |
| 10 oktober Kwalificatie WK 2018 Groep H № 434 «onderlinge duels» 20:45 uur | Ilja Antonov 75' |       | 48' Izet Hajrović 84' Izet Hajrović | A. Le Coq Arena, Tallinn Toeschouwers: 4.967 Scheidsrechter: Vladislav Bezborodov (RUS) |

|                                                                 |                                            |       |         |                                                                                       |
| 9 november Vriendschappelijk № 435 «onderlinge duels» 18:00 uur | Finland                                    | 3 – 0 | Estland | Telia 5G Areena, Helsinki Toeschouwers: 2.190 Scheidsrechter: Ola Hobber Nilsen (NOR) |
| 9 november Vriendschappelijk № 435 «onderlinge duels» 18:00 uur | Pyry Soiri 27' Robin Lod 31' Robin Lod 54' |       |         | Telia 5G Areena, Helsinki Toeschouwers: 2.190 Scheidsrechter: Ola Hobber Nilsen (NOR) |

|                                                                  |       |                                                              |         |                                                                             |
| 12 november Vriendschappelijk № 436 «onderlinge duels» 18:00 uur | Malta | 0 – 3                                                        | Estland | Ta' Qalistadion, Attard Toeschouwers: 2.796 Scheidsrechter: Genc Nuza (KOS) |
| 12 november Vriendschappelijk № 436 «onderlinge duels» 18:00 uur |       | 1' Rauno Sappinen 14' (pen.) Sergei Mošnikov 89' Henri Anier |         | Ta' Qalistadion, Attard Toeschouwers: 2.796 Scheidsrechter: Genc Nuza (KOS) |

|                                                                  |      |                                   |         |                                                                                   |
| 19 november Vriendschappelijk № 437 «onderlinge duels» 20:00 uur | Fiji | 0 – 2                             | Estland | ANZ National Stadium, Suva Toeschouwers: 4.500 Scheidsrechter: Nick Waldron (NZL) |
| 19 november Vriendschappelijk № 437 «onderlinge duels» 20:00 uur |      | 14' Henri Anier 90' Martin Miller |         | ANZ National Stadium, Suva Toeschouwers: 4.500 Scheidsrechter: Nick Waldron (NZL) |

|                                                                  |         |                  |         |                                                                                    |
| 23 november Vriendschappelijk № 438 «onderlinge duels» 20:00 uur | Vanuatu | 0 – 1            | Estland | Korman Stadion, Port Vila Toeschouwers: 3.000 Scheidsrechter: Médéric Lacour (NCL) |
| 23 november Vriendschappelijk № 438 «onderlinge duels» 20:00 uur |         | 29' Frank Liivak |         | Korman Stadion, Port Vila Toeschouwers: 3.000 Scheidsrechter: Médéric Lacour (NCL) |

|                                                                  |                 |       |                 |                                                                                 |
| 26 november Vriendschappelijk № 439 «onderlinge duels» 20:00 uur | Nieuw-Caledonië | 1 – 1 | Estland         | Stade Numa-Daly, Nouméa Toeschouwers: 3.500 Scheidsrechter: Kader Zitouni (TAH) |
| 26 november Vriendschappelijk № 439 «onderlinge duels» 20:00 uur | Emile Ounei 64' |       | 53' Henri Anier | Stade Numa-Daly, Nouméa Toeschouwers: 3.500 Scheidsrechter: Kader Zitouni (TAH) |

## FIFA-wereldranglijst
| JAN | FEB | MAR | APR | MEI | JUN | JUL | AUG | SEP | OKT | NOV | DEC |
| --- | --- | --- | --- | --- | --- | --- | --- | --- | --- | --- | --- |
| 117 | 119 | 119 | 101 | 100 | 98  | 98  | 98  | 84  | 80  | 84  | 89  |

## Hõbepall
Sinds 1995 reiken Estische voetbaljournalisten, verenigd in de Eesti Jalgpalliajakirjanike Klubi, jaarlijks een prijs uit aan een speler van de nationale ploeg die het mooiste doelpunt maakt. In 2017 ging de Zilveren Bal (Hõbepall) naar aanvaller Mattias Käit voor zijn winnende treffer in de 92ste minuut (1-0) in het WK-kwalificatieduel tegen Cyprus (1-0), gemaakt op zondag 3 september. 

## Statistieken
| Mihkel Aksalu        | 1984-11-07 | SJK Seinäjoki       | 8 | 0 | 0 | 37  | 0  |
| Marko Meerits        | 1992-04-26 | VPS Vaasa           | 3 | 1 | 0 | 9   | 0  |
| Andreas Vaikla       | 1997-02-19 | IFK Mariehamn       | 1 | 0 | 0 | 3   | 0  |
| Matvei Igonen        | 1996-10-02 | FC Infonet          | 1 | 0 | 0 | 1   | 0  |
| Verdediging          |            |                     |   |   |   |     |    |
| Taijo Teniste        | 1988-01-31 | Sogndal Fotball     | 9 | 1 | 0 | 62  | 0  |
| Karol Mets           | 1993-05-16 | NAC Breda           | 9 | 0 | 0 | 45  | 0  |
| Nikita Baranov       | 1992-08-19 | Kristiansund BK     | 8 | 1 | 0 | 24  | 1  |
| Ragnar Klavan        | 1985-10-30 | Liverpool           | 6 | 0 | 0 | 123 | 3  |
| Artur Pikk           | 1993-03-05 | MFK Ružomberok      | 5 | 1 | 0 | 23  | 1  |
| Madis Vihmann        | 1992-02-02 | Flora Tallinn       | 5 | 0 | 0 | 5   | 0  |
| Joonas Tamm          | 1992-02-02 | Flora Tallinn       | 4 | 5 | 3 | 16  | 3  |
| Enar Jääger          | 1984-11-18 | Vålerenga IF        | 4 | 1 | 0 | 127 | 0  |
| Ken Kallaste         | 1988-08-31 | Korona Kielce       | 4 | 1 | 0 | 37  | 0  |
| Karl Mööl            | 1992-03-04 | JK Nõmme Kalju      | 3 | 2 | 0 | 8   | 0  |
| Trevor Elhi          | 1993-04-11 | JK Nõmme Kalju      | 2 | 1 | 0 | 4   | 0  |
| Deniss Tjapkin       | 1991-01-30 | JK Nõmme Kalju      | 2 | 0 | 0 | 2   | 0  |
| Joseph Saliste       | 1995-04-10 | Flora Tallinn       | 1 | 2 | 0 | 3   | 0  |
| Hindrek Ojamaa       | 1995-06-12 | Levadia Tallinn     | 1 | 1 | 0 | 5   | 0  |
| Michael Lilander     | 1997-06-10 | Paide Linnameeskond | 1 | 0 | 0 | 1   | 0  |
| Middenveld           |            |                     |   |   |   |     |    |
| Siim Luts            | 1989-03-12 | FC Bohemians 1905   | 5 | 1 | 2 | 33  | 3  |
| Ilja Antonov         | 1992-12-05 | Rudar Velenje       | 4 | 3 | 1 | 37  | 2  |
| Konstantin Vassiljev | 1984-08-16 | Piast Gliwice       | 3 | 3 | 1 | 100 | 24 |
| Sergei Mošnikov      | 1988-01-07 | PS Kemi Kings       | 3 | 3 | 1 | 34  | 2  |
| Rauno Sappinen       | 1996-01-23 | Flora Tallinn       | 3 | 2 | 1 | 16  | 2  |
| Brent Lepistu        | 1993-03-26 | Flora Tallinn       | 3 | 2 | 0 | 8   | 0  |
| Artjom Dmitrijev     | 1988-11-14 | JK Nõmme Kalju      | 3 | 1 | 0 | 7   | 0  |
| Aleksandr Dmitrijev  | 1982-02-18 | Hønefoss BK         | 3 | 0 | 0 | 107 | 0  |
| Ats Purje            | 1985-08-03 | KuPS Kuopio         | 2 | 2 | 1 | 65  | 9  |
| Dmitri Kruglov       | 1984-05-24 | FC Infonet          | 2 | 1 | 0 | 110 | 4  |
| Janar Toomet         | 1989-08-10 | JK Nõmme Kalju      | 2 | 1 | 0 | 5   | 0  |
| Marek Kaljumäe       | 1991-02-18 | PS Kemi Kings       | 2 | 0 | 0 | 2   | 0  |
| Martin Miller        | 1997-09-25 | JK Tammeka Tartu    | 1 | 4 | 1 | 6   | 1  |
| Sören Kaldma         | 1996-07-03 | Paide Linnameeskond | 1 | 2 | 0 | 3   | 0  |
| Frank Liivak         | 1996-07-07 | FK Sarajevo         | 1 | 1 | 1 | 8   | 2  |
| Mihkel Ainsalu       | 1996-03-08 | Flora Tallinn       | 1 | 1 | 0 | 2   | 0  |
| Aanval               |            |                     |   |   |   |     |    |
| Mattias Käit         | 1998-06-29 | Fulham              | 9 | 1 | 2 | 12  | 4  |
| Henri Anier          | 1990-12-17 | FC Lahti            | 8 | 5 | 3 | 47  | 10 |
| Sergei Zenjov        | 1989-04-20 | Cracovia Kraków     | 7 | 3 | 3 | 64  | 13 |
| Mark Oliver Roosnupp | 1997-05-12 | FC Levadia Tallinn  | 1 | 2 | 0 | 3   | 0  |
| Henrik Ojamaa        | 1991-05-20 | HNK Gorica          | 1 | 1 | 0 | 26  | 0  |
| Albert Prosa         | 1990-10-01 | FC Infonet          | 1 | 1 | 0 | 7   | 1  |

EJL · A-internationals · Bondscoaches · Statistieken · Estisch vrouwenelftal · Olympisch elftal · Estland U21 · Estland U20 · Estland U19 · Estland U18 · Estland U17 · Estland U16
1920 – 1929 ·
1930 – 1939 ·
1940 – 1949 ·
1950 – 1990 · 
1990 – 1999 ·
2000 – 2009 ·
2010 – 2019 ·
2020 − 2029
OS 1924
1920 ·
1921 ·
1922 ·
1923 ·
1924 ·
1925 ·
1926 ·
1927 ·
1928 ·
1929 · 
1930 · 
1931 · 
1932 · 
1933 · 
1934 · 
1935 · 
1936 · 
1937 · 
1938 · 
1939 · 
1940 · 
1941 · 
1942 · 
1943 · 1944 · 
1945 · 
1946 · 
1947 · 
1948 · 
1949 · 
1950 – 1990 · 
1991 · 
1992 · 
1993 · 
1994 · 
1995 · 
1996 · 
1997 · 
1998 · 
1999 · 
2000 · 
2001 · 
2002 · 
2003 · 
2004 · 
2005 · 
2006 · 
2007 · 
2008 · 
2009 · 
2010 · 
2011 · 
2012 · 
2013 · 
2014 · 
2015 · 
2016 ·
2017 ·
2018 ·
2019 ·
2020
Albanië ·
Andorra ·
Angola ·
Antigua en Barbuda ·
Argentinië ·
Armenië ·
Azerbeidzjan ·
België ·
Bosnië-Herzegovina ·
Brazilië ·
Bulgarije ·
Canada ·
Chili ·
China ·
Cyprus ·
Denemarken ·
Duitsland ·
Ecuador ·
Egypte ·
El Salvador ·
Engeland ·
Equatoriaal-Guinea ·
Faeröer ·
Fiji ·
Filipijnen ·
Finland ·
Frankrijk ·
Georgië · 
Gibraltar ·
Griekenland ·
Hongarije ·
Hongkong ·
Ierland ·
IJsland ·
Indonesië ·
Irak ·
Israël ·
Italië ·
Jordanië ·
Kazachstan ·
Kirgizië ·
Kroatië ·
Letland ·
Libanon ·
Liechtenstein ·
Litouwen ·
Luxemburg ·
Malta ·
Marokko ·
Mexico ·
Moldavië ·
Montenegro ·
Nederland ·
Nieuw-Caledonië ·
Nieuw-Zeeland ·
Noord-Ierland ·
Noord-Macedonië ·
Noorwegen ·
Oekraïne ·
Oezbekistan ·
Oman ·
Oostenrijk ·
Polen ·
Portugal ·
Qatar ·
Roemenië ·
Rusland ·
Saint Kitts en Nevis ·
San Marino ·
Saoedi-Arabië ·
Schotland ·
Servië ·
Slovenië ·
Slowakije · 
Spanje ·
Tadzjikistan ·
Thailand ·
Trinidad en Tobago ·
Tsjechië ·
Turkije ·
Turkmenistan ·
Uruguay ·
Vanuatu ·
Venezuela ·
Verenigde Arabische Emiraten ·
Verenigde Staten ·
Vietnam ·
Wales ·
Wit-Rusland ·
Zweden ·
Zwitserland